# Change!!!!
Change!!!! è un brano musicale J-pop scritto da yura e Aya Shirase (testo) e Satoru Kōsaki, Takamitsu Ono e Yusuke Shirato (musica) ed interpretato dal gruppo 765PRO ALLSTARS, il nome collettivo dalle tredici doppiatrici dell'anime The Idolmaster, di cui il brano è la seconda sigla d'apertura a partire dal quindicesimo episodio del 14 ottobre 2011. Il brano è stato pubblicato come singolo discografico il 9 novembre 2011 ed ha debuttato alla ventottesima posizione della classifica Oricon dei singoli più venduti in Giappone.

## Tracce
CD singolo COZC-597/8
1. CHANGE!!!! (M@STER VERSION) - 4:56
2. We just started - 4:18
3. Ima START! (今 スタート！?) - 4:19
4. CHANGE!!!! (Instrumental) - 4:56

Durata totale: 18:50

## Classifiche
| Classifica (2011) | Posizione massima |
| ----------------- | ----------------- |
| Oricon            | 28                |